# Crue de la Somme en 2001
 (novembre 2024).
La crue de la Somme en avril 2001 est une crue qui s'est déroulée dans le courant de l'année 2001 dans le département français de la Somme.
Ces inondations, d'une ampleur exceptionnelle, sont dues, pour l'essentiel, à une remontée de la nappe phréatique. Celle-ci aurait contribué jusqu'à 80 % du débit du fleuve.
Les crues de la Somme sont des crues de nappe, les débits restant relativement modestes. Il s'agit d'inondations lentes ou de plaine. La durée du phénomène et sa gravité, avec de nombreux dommages sur les infrastructures, ont laissé de profonds traumatismes psychologiques pour les sinistrés.

## Chronologie des faits
Du mois de novembre 2000 à la fin du mois de mars 2001, des lâchures d'eau sont réalisées du canal du Nord dans celui de la Somme, par l'écluse de Sormont, et dans la Somme naturelle, par l'ouverture progressive du déversoir d'Épénancourt (situé à Épénancourt).
Le 29 mars 2001, les habitants et animaux  de Fontaine-sur-Somme sont évacués.
S'agissant du canal de Saint-Quentin, les prises d'eau de la rigole de l'Oise et du Noirrieu à Vadencourt sont fermées dès le début de l'hiver. En revanche, l'admission de la rigole dans le canal reste ouverte afin de permettre l'évacuation des eaux de la nappe phréatique.
De la fin du mois de mars au 26 avril 2001, face au débordement des étangs de la Haute-Somme et aux afflux d'eau en provenance de l'Ingon, de la Beine et de l'Allemagne, le service de la navigation de la Seine maintient les biefs au plus haut afin qu'ils servent de réservoirs. Pour éviter que les ouvrages cèdent, il effectue toutefois des lâchures d'eau à l'écluse de Sormont et ouvre au maximum le déversoir d'Épénancourt.
L'excédent d'eau du canal de Saint-Quentin, en provenance notamment de l'étang d'Isle, est, quant à lui, été évacué vers les bassins de l'Escaut et de l'Oise, l'écluse de Saint-Simon restant fermée. Toutefois, un volume de 2 m3/s est restitué de l'étang d'Isle à la Somme, à l'amont de l'écluse de Fontaine-lès-Clercs.
À partir du 26 avril 2001, l'évolution favorable des crues sur le bassin de l'Oise permet de renforcer les dispositifs visant à alléger la pression subie par celui de la Somme.
L'évacuation de l'excédent d'eau du canal de Saint-Quentin vers les bassins de l'Escaut et de l'Oise se poursuit ; il est mis fin aux restitutions des apports de l'étang d'Isle à la Somme.
Le service de la navigation de la Seine interrompt les déversements à l'écluse de Sormont, ferme le déversoir d'Épénancourt et assure le renvoi du trop plein d'eau du canal du Nord, pour partie vers le bassin de la Sensée, pour partie vers celui de l'Oise, grâce au renforcement des pompages permanents (pompes de service des écluses) par des pompes mobiles.
Au cours du 1er semestre 2001, 2 800 foyers sont inondés et 500 foyers sont évacués.

## Contexte géographique et climatique
En France, les inondations sont la première cause de catastrophe naturelle.
Le débit moyen de la Somme est de 35 m3/s, le débit d'étiage de 19 m3/s et le débit de crue (habituel) de 60 m3/s. En temps normal, le canal maritime aurait pu évacuer l'eau, mais il n'est pas ouvert en permanence car fermé aux heures de haute mer. De ce fait, si la crue est plus importante, le canal ne peut évacuer toute l'eau.
Les pluies plus abondantes, au ruissellement plus rapide, entraînant le gonflement des eaux d'une rivière qui ne peut s'évacuer à la mer par un conduit datant de deux siècles, avec des maisons construites dans les zones à risques.
Les pluies, en ces mois de mars et avril, ont été particulièrement importantes. 
L'aménagement rural, entrepris à partir des années 1960, et la mise en culture de surfaces immenses, avec l'élimination des haies et fossés susceptibles de retenir les eaux de ruissellement, a certainement joué un rôle important. Ces aménagements, aggravés par les méthodes modernes de cultures qui entraînent une imperméabilisation des sols par tassement et une diminution de la matière organique (humus) qui joue un rôle de régulateur hydrique, ont favorisé le ruissellement rapide. 
L'urbanisation des zones inondables explique en partie l'importance des dégâts. La très grande majorité des maisons inondées sont récentes ; elles ont été construites depuis 1960 et surtout depuis la loi de décentralisation de 1982 qui a donné aux Maires le pouvoir de délivrer les permis de construire. Alors, l'assèchement des zones humides, le remblaiement de certaines zones inondables, a rendu la vallée de la Somme vulnérable aux inondations.

## Gestion des inondations
Lorsque le débit dépasse 40 m3/s à Hangest-sur-Somme et 60 m3/s à Abbeville, la subdivision de la navigation de la direction départementale de l'équipement arrête la navigation, alerte les autorités compétentes, ouvre la plupart des ouvrages hydrauliques afin de faciliter l'écoulement de l'eau et s'efforce de protéger les zones de débordement.
En fin de crue, des batardeaux sont installés aux écluses précédemment ouvertes à courant libre pour permettre le retour à un fonctionnement normal de ces ouvrages. Puis des plongeurs assurent le nettoyage des chambres des portes des écluses avant la réouverture à la navigation.
À Saint-Valery-sur-Somme, les capacités d'évacuation des écluses sont utilisées au maximum en période de crue. L'ouvrage amont reste ouvert en permanence, sauf en cas d'incident sur l'ouvrage aval pour la fermeture des portes ou de la vanne. Les portes de la passe navigable et la vanne de la passe hydraulique ne sont fermées que pendant les périodes où cela est indispensable, c'est-à-dire quelques heures autour de la haute mer, en marée de vives-eaux et avec un niveau élevé dans le canal. Il n'est pas nécessaire de fermer les portes au cours du cycle de marée pour des coefficients inférieurs à 85. Enfin, les portes de flot du contre-fossé fonctionnent normalement.
Toutes ces consignes ont, semble-t-il, été correctement appliquées lors des inondations du printemps 2001.
Le 21 mars 2001, une cellule de crise est installée à la préfecture d'Amiens.

### L'armée au secours des populations
À partir du 3 avril, des unités du génie sont intervenues pour renforcer les 70 gendarmes du groupement de la Somme assuraient jusque-là les opérations de sécurisation. À partir de la mi-avril, 225 gendarmes relevant d'autres groupements ont également été mobilisés pour accomplir des tâches comparables.
Les moyens militaires ont été coordonnés par le général Gaubert, chef d'état major de la zone de défense de Lille, en liaison avec le délégué militaire départemental de la Somme. Au cœur de la crise, 260 hommes agissaient jusqu'à 15 heures par jour, 7 jours sur 7, avec relève d'unités toutes les deux semaines. Le nombre de militaires ayant participé aux opérations pendant la durée de l'inondation a dépassé les 15 000 hommes/jour. Le génie en renfort de la police nationale, participa aux opérations de sécurisation des zones inondées, à Abbeville et à Amiens : prévention du pillage, contrôle de la circulation etc. Ils ont placé 700 000 sacs de sable le long des cours d'eau, destinés à servir de digues.
Les militaires ont aussi participé aux différentes formes d'aide à la population : ravitaillement, transport de personnes, portage de meubles et autres actions de proximité.

### L'impréparation des collectivités locales
Les inondations de la Somme en 2001, comme l'explosion de l'usine AZF de Toulouse, en 2001 et les tempêtes de 1999 sont des événements qui ont montré que les communes n'étaient pas toutes préparées à affronter ce type de crise.

### Solidarité
Des réseaux de solidarité ont été en place et des dons en nature et en argent de venir en aide aux victimes. Le journal quotidien régional Courrier picard lance un appel et réuni 73 300 euros qu’il verse à l’Association des maires de la Somme (AMS). 
Les dons reçus par la ville d’Amiens sont aussi reversés à l’AMS. Cette dernière enregistre ainsi 3 324 000 euros de la part d’autres collectivités territoriales de toute la France. 
En revanche, le maire d'Abbeville, Joël Hart déclare le 7 juin 2001 : « L’argent envoyé à Abbeville restera à Abbeville. ». 
Le même jour, Le Courrier picard titre : « Le désaccord éclate entre la préfecture qui veut une gestion globale des dons et le maire d’Abbeville qui ne veut pas mettre dans le pot commun. » Lors d’un entretien avec le préfet Daniel Cadoux, en mars 2003, déclare : « La ventilation des aides ? C’est un grand mystère. Mais j’avais insisté pour mettre toutes ces sommes dans un pot commun, géré dans la transparence. Chacun a géré sa petite caisse. En quittant la Somme en juillet 2002, j’étais incapable de dire combien d’argent avait alimenté toute une série de comptes dans la vallée. ». Le rapport d’enquête de l’Assemblée nationale française mentionne cette gestion des dons : « Les sinistrés savent que de nombreux dons ont été faits, mais ils ne connaissent pas les circuits qui les conduiront à eux, entraînant ainsi la peur d’une répartition inéquitable, favorisant les plus médiatisés au détriment des plus nécessiteux [...]. Des maires admettent volontiers qu’ils se sont mis à accepter les dons qui leur étaient directement envoyés, à partir du moment où ils ont compris qu’il n’y aurait pas de pot commun, même si l’Association des maires a pu jouer ce rôle. ».
Face au manque de transparence, les associations de sinistrés, dont la plupart ont adhéré à la FASS (fédération des associations des sinistrés de la Somme), réclamèrent des explications aux élus. En effet, les dons reçus par l’AMS ont servi pour un petit quart à payer rapidement 1 705 franchises d’assurance aux particuliers. Un autre gros quart a constitué une réserve pour financer les travaux d’équipement dans les communes sinistrées, alors que l’État et le Conseil général de la Somme y pourvoyaient déjà. 
Il restait une grosse moitié dont la destination n’était pas précisée encore en novembre 2002, soit un an et demi après les inondations. L’Association des maires de la Somme (AMS) a fini par distribuer le solde aux communes le 16 décembre 2002. Le Courrier picard rapporte (17 décembre 2002) que « le sénateur Pierre Martin s’est montré visiblement ému et agacé par la polémique qui s’engage avec la FASS sur le thème : pourquoi les dons sont-ils distribués aux communes et pas aux sinistrés qui en ont encore besoin ? ». Le même jour Joël Hart affirme que « les sinistrés ont déjà été largement aidés par les dons; ce sera pour la commune », et il ne cache pas en avoir « ras-le-bol » des sinistrés. 
Or si l’on compare la carte de la localisation des sinistrés et la carte de la ventilation des dons par l’Association des maires de la Somme (AMS), on note de curieuses distorsions. Par exemple à Fontaine-sur-Somme, 473 habitants, a eu 144 maisons inondées dont 74 évacuées, soit 134 personnes (28,3 % de la population); le chèque de l’AMS s’élève pour cette commune à 5 229 euros. Abbeville, 25 439 habitants, a eu 1 024 personnes évacuées (4 % de la population) pour 730 maisons inondées, et a reçu 70 141 euros. Montdidier, 6 328 habitants, Roye, 6 529 habitants, sans aucun sinistré, ont perçu respectivement 20 452 euros et 20 975 euros.
En fait le parti pris par l’AMS était de distribuer les dons aux maires, car ceux-ci étaient plus proches de leurs administrés et mieux à même de connaître leurs besoins. Mais l’usage des aides reçues était laissé au libre choix des maires. Le critère apparemment objectif fut un forfait de 4 000 euros par commune auquel on ajoutait une variable de 2,60 euros par habitant. Il en résulte que les aides reversées sont directement fonction de la taille de la commune, sans considération du nombre de sinistrés. La carte des dons est donc un calque de la carte de la hiérarchie urbaine. 
En revanche un groupe de communes au sud-est du département a reçu des aides de l’AMS sans avoir été déclarées inondées en mai 2001. Il s’agit de communes victimes d’inondations orageuses le 7 juillet 2001. Logiquement les dons ne les concernaient pas. Mais si on ajoute à cette carte les limites de la circonscription du député Alain Gest, président du Conseil général, dont le vice-président est Pierre Martin, président des maires de la Somme, on peut suggérer des explications. La circonscription d’Alain Gest était concernée par 18 % des communes sinistrées, soit 2,8 % des habitations sinistrées ou encore 4 personnes évacuées sur les 1 552 du département, mais elle a reçu 30,6 % des versements aux communes (566 463 euros),.

## Polémique

### La «rumeur d'Abbeville»
À partir de la fin du mois de mars, la montée inexorable des eaux, suivie d'une décrue particulièrement lente, provoquent incompréhension, peur et colère parmi les habitants de la vallée de la Somme. Dès le 27 mars, la rumeur selon laquelle la vallée de la Somme aurait été volontairement inondée commence à se répandre. Lors d'une réunion d'information organisée à la préfecture, le 30 mars 2001, avec les services techniques de l'État, un maire s'alarme que « personne ne ferme le robinet », donnant du poids à la rumeur. Le 8 avril, celle-ci prenant de l'ampleur, le préfet de la Somme menace les élus locaux de les poursuivre en justice s'ils continuent de propager la rumeur, en vain. Le 9 avril, Maxime Gremetz, député, écrit une lettre ouverte à Lionel Jospin dans laquelle il affirme que le fleuve Somme reçoit de l'eau du canal du Nord. Le même jour, le Premier ministre Lionel Jospin est vivement interpelé lors de sa visite dans la Somme, les habitants affirmant que les inondations sont causées par le déversement du surplus des eaux du bassin parisien. Si le Premier ministre réfute cette rumeur, elle continue toutefois de prendre de l'ampleur,.
La thèse complotiste publique imputa aux services de l'État le déversement d'eau de la Seine dans la Somme pour éviter d'inonder Paris, ce qui était techniquement impossible car il eût fallu des pompes gigantesques pour faire remonter l'eau d'une quarantaine de mètres.
La rumeur publique accusa également les services de Voies navigables de France d'avoir fait se déverser le canal du Nord dans la Somme. Cependant, en temps normal, c'est l'eau de la Somme qui alimente en partie le canal du Nord.
René Beaumont, député, président du conseil général de Saône-et-Loire, président de l'Institution Saône-Doubs, indiquait qu'après les inondations dramatiques survenues dans la vallée du Rhône en 1983 : « La situation était particulièrement critique, puisque les rues les plus basses de Mâcon et de Châlon-sur-Saône étaient envahies par un mètre d'eau et que le nombre des sinistrés était tout à fait conséquent. Comme d'habitude, de nombreuses rumeurs ont circulé à cette époque. La Saône se jetant dans le Rhône au sud de Lyon, cette ville a été accusée de ces inondations, au motif qu'elle aurait cherché à protéger son métro en ayant recours aux barrages en amont de Lyon »,.

### Réfutation
Rendre la protection de Paris responsable des inondations de la vallée de la Somme est absurde, dans la mesure où l'Oise, qui constitue l'interface entre les deux bassins, se jette dans la Seine en aval de la capitale, à Conflans-Sainte-Honorine. De plus, le canal du Nord est un canal à bief de partage. Aucun courant gravitaire n'est donc possible par dessus le seuil (bief de partage) qui sépare le bassin versant de l'Oise de celui de la Somme. Il faudrait des pompes d'un débit et d'une puissance extraordinaires, inexistantes, pour effectuer un tel transfert.
Des transferts d'eau entre les bassins de l'Escaut, de la Somme et de l'Oise sont possibles, habituels mais avec de faibles débits, uniquement par pompage au niveau des écluses, pour maintenir le niveau d'eau dans les biefs supérieurs, cette eau étant relâchée dans les biefs inférieurs à chaque passage de bateau dans les écluses.

#### Lâchures et réserves d'eau
Les pluies importantes ont nécessité de réduire la navigation à six heures par jour sur le canal du Nord (10 heures - 16 heures). Les bateaux ont donc emprunté le canal de Saint-Quentin qui, équipé d'un double sas d'écluse, est en mesure de supporter la navigation en même temps que sont opérées des lâchures d'eau.
Le service de la navigation de la Seine s'est efforcé tout à la fois d'assurer l'écoulement de l'eau et le maintien des biefs au plus haut afin qu'ils servent de réservoirs (bassins de écrêteurs de crue), ce qui a permis de stocker plus de 300,000 m3 d'eau sur le canal du Nord.
Un stockage d'eau plus important eût risqué de faire céder les digues et d'entraîner des débordements incontrôlables et bien plus dramatiques.
En l'absence de dispositif de mesure des échanges d'eau entre les canaux, il n'est pas possible de dresser leur bilan exact lors des inondations du début de l'année 2001.

#### Les transferts d'eau
Cependant, les transferts qui se sont produits sont sans nul doute insignifiants à l'aune du volume des précipitations et de l'ampleur de la crue des eaux souterraines. M. Pierre Hubert, expert désigné par le conseil général de la Somme, considère qu'« il est possible de se faire une idée de l'importance relative qu'auraient pu avoir de tels transferts, limités à quelques mètres cubes par seconde par la capacité des pompes, s'ils avaient été réalisés, ce qui ne fut jamais le cas, de façon systématique vers la Somme. Il faut pour cela comparer ces quelques mètres cubes par seconde aux apports fluviaux. Les quelque 400 mm de pluie qui se sont abattus sur les 5,560 km2 du bassin de la Somme au cours des quatre premiers mois de l'année 2001 correspondent à un débit d'apport de l'ordre de 200 m3/s, c'est-à-dire environ cent fois plus importants que ce que peuvent échanger la Somme et les canaux auxquels elle est reliée. Il apparaît donc clairement que cette explication doit être définitivement abandonnée ».

## Conséquences

### Dégâts occasionnés
- Dans les hortillonnages autour d’Amiens, les maraîchers ont perdu leur production et leur outil de travail[7].
- À Abbeville, les quartiers populaires comme le faubourg des Planches ont été touchés particulièrement[7].
- Près de 3 000 sinistrés, dont 1 300 ont dû être évacués de chez eux, 1 500 habitations endommagées, 2 000 caves inondées, plus de 165 communes concernées, 200 entreprises touchées, qui n’auront d’autre choix que d’attendre une lente et irrégulière décrue.
- Un moment pris de court, les secours se sont organisés autour du préfet, Daniel Cadoux, des maires et du Conseil général.

### Coûts des dommages
- Coût des dommages pour le département de la Somme : 150 millions €[Note 1].

### Plan de prévention des inondations et aménagements
124 communes sinistrées du département ont été ajoutées à la liste des localités pour lesquelles un plan de prévention des risques naturels prévisibles (PPR) est prescrit.
Après les inondations de 2001, des travaux d’aménagement de la Somme ont été réalisés à Amiens.

### Instrumentalisation politique
Les récriminations des Picards contre l'État ont été « formalisées dans la constitution d’une identité picarde abondamment favorisée et instrumentalisée dans les discours des élus locaux ». Ces élus ont profité de la « rumeur d'Abbeville » et utilisé cette thèse complotiste afin d'asseoir leur position politique, et légitimer, pour la gestion de l’eau, un syndicat mixte, né le 23 décembre 2002 et contrôlé par le Conseil général de la Somme, collectivité territoriale décentralisée « qui s’est finalement substituée aux services de l’État jugés défaillants ».